# استیو هوخندک
 استیو هوخندک (هلندی: Steven Hoogendijk؛ زاده ۱ آوریل ۱۶۹۸ درگذشته ۳ ژوئیهٔ ۱۷۸۸) یک فیزیک‌دان اهل هلند بود.